# Archipels (musique)
Pour les articles homonymes, voir Archipels.
Archipels est une série de cinq œuvres de musique de chambre d'André Boucourechliev.
Le compositeur inaugure une nouvelle approche de l'interprétation fondée sur le choix libre et responsable laissé au musicien quant à la forme, la durée ou l'articulation de la musique. L'auteur précise: « le choix fait par chaque interprète à chaque instant détermine le cours de l'œuvre, imprévisible; c'est-à-dire qu'il est fonction d'une infinité de situations collectives sans cesse renouvelées que l'écoute réciproque apprécie, provoque, conduit ».

## Archipel I
Composé en 1967, l'ouvrage s'apparente à la Sonate pour deux pianos et percussion de Bartok. L'effectif se compose de deux pianos, d'un vibraphone, d'un marimba, d'un glockenspiel et d'un xylophone.

## Archipel II
Composée en 1968, ce quatuor à cordes est créé en avril 1969 au Festival de Royan par le quatuor Parrenin. Deux grandes sections A et B subdivisées respectivement en quatre et sept structures composent la partition.

## Archipel III
Composé en 1969 pour les Percussions de Strasbourg, l'effectif comporte six groupes de percussion associés par deux, avec un effet de stéréophonie résultant de leur spatialisation. 

## Archipel IV
Composé en 1970 en prolongement d'Archipel III, cette grande page pianistique propose quatorze matériaux bruts de hauteurs chacun associé à différents schémas rythmiques et dynamiques.

## Anarchipel/Archipel V
Composé en 1972, l'œuvre peut être jouée soit d'un seul tenant ou en pièces séparées au nombre de cinq, l'effectif instrumental comportant une harpe, un clavecin, un orgue, un piano, deux percussions. 

## Source
- François-René Tranchefort, Guide de la musique de chambre, éd.Fayard 1989, p.147